# Operation rädda Danmark
Operation rädda Danmark (Operation red Danmark) var en planlagt svensk militæroperation under 2. verdenskrig. Planen var, at svenske styrker (sammen med danske polititropper) skulle forsøge at sætte en stopper for den tyske besættelse af Danmark i starten af 1945. Dog kapitulerede Nazi-Tyskland, og dermed var Danmark allerede befriet før planen blev sat i gang.